# Felix Baumgartner

Felix Baumgartner (Salzburgo, 20 de abril de 1969 – Porto Sant'Elpidio, 17 de julho de 2025) foi um paraquedista e base jumper austríaco.

## Carreira
No dia 14 de outubro de 2012, ele fez o salto em maior altitude de todos os tempos (39 mil metros), e bateu um recorde estabelecido em 1960 por Joseph Kittinger.
Seu recorde, no entanto, foi quebrado 2 anos após, em 2014, por Alan Eustace.

### O salto e a quebra da barreira do som
Após ser adiado por 2 vezes (primeiramente foi marcado para o dia 09/10 e depois para 12/10) devido ao mau tempo, Felix saltou no dia 14 de outubro de 2012 de uma cápsula levada por um balão à estratosfera por volta das 15h05min (horário local de Roswell-EUA). A subida demorou 2h30min.
Para saltar, ele teve de respirar oxigênio puro para eliminar o nitrogênio de seu sangue, que poderia se expandir em alturas elevadas e com isso ameaçar sua saúde.

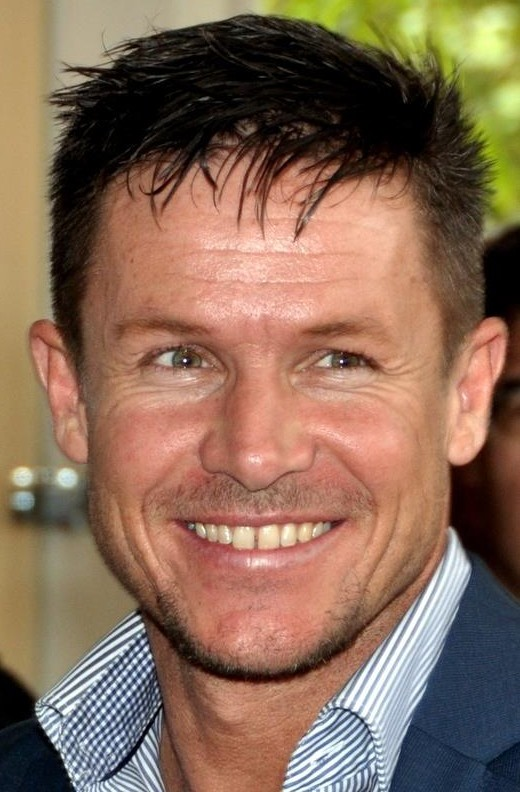

Com o sucesso do salto, o austríaco afirmou que quer “inspirar a próxima geração”. “Quero ajudar quem quiser vir e quebrar meu recorde”, contou ele.

## Morte
Felix Baumgartner faleceu em 17 de julho de 2025, aos 56 anos, durante um voo de parapente em Porto Sant'Elpidio, Itália. Após uma doença súbita, ele perdeu o controle da paraquedas e caiu na piscina de um resort costeiro, atingindo uma jovem que ficou ferida pelo impacto.

## Prêmios e recordes
- Ele detém o recorde mundial do mais baixo salto de base jump, do mundo, após saltar de uma das mãos do Cristo Redentor.[6]
- Primeira pessoa a cruzar o Canal da Mancha em queda livre, vestindo apenas um wingsuit.[7]
- Primeira pessoa a romper a barreira do som em queda livre (atingiu a velocidade de 373 metros por segundo), deu o salto mais alto de todos os tempos e o pulo de paraquedas mais alto.[8]
- A transmissão ao vivo de seu salto da estratosfera, tornou-se o vídeo ao vivo com maior número de visualizações simultâneas: 8 milhões (pico).[9]